# Омос
Толулопе «Джордан» Омогбехин (англ. Tolulope "Jordan" Omogbehin, род. 16 мая 1992, Лагос, Лагос) — нигерийсий рестлер и бывший баскетболист на уровне колледжа. В настоящее время выступает под именем Омо́с (англ. Omos) в WWE. Он является одним из самых высоких и тяжёлых рестлеров всех времён.
Он также играл в баскетбол за Университет Южной Флориды и Государственный университет Моргана. Его баскетбольная карьера в колледже продолжалась с 2014 по 2015 год. Омогбехин подписан с WWE с января 2019 года. Он является однократным командным чемпионом WWE Raw с Эй Джей Стайлзом. Он также известен своей работой в Pro Wrestling Noah.

## Ранняя жизнь
Омогбехин родился 16 мая 1994 года в Лагосе, Нигерия. Он был отправлен в США по стипендии, когда ему было пятнадцать лет, а его семья осталась в Нигерии, хотя у него есть старший брат, который живёт в Индиане. Омогбехин посещал и окончил христианскую школу Atlantic Shores в Чесапике, Виргиния. В средней школе он играл в баскетбол и продолжил заниматься этим видом спорта после того, как решил поступить в Университет Южной Флориды, где играл на позиции центрового. Омогбехин утверждает, что познакомился с легендой баскетбола Хакимом Оладжьювоном во время поездки его команды в Хьюстон, Техас, в 2014 году.
В 2012 году, когда он учился в университете, врачи диагностировали у него опухоль гипофиза, а также гигантизм. Опухоль давила на оптические нервы, и без операции он ослеп бы, у него остановилось сердце или случился сердечный приступ. После удаления опухоли его организм больше не вырабатывает тестостерон, и он вынужден принимать его извне.
Омогбехин свободно владеет английским, французским и языком йоруба.

## Карьера в рестлинге

### WWE

#### Тренировки и дебют (2019—2020)
1 января 2019 года стало известно, что WWE подписала контракт с Омогбехиным и ещё шестью спортсменами для тренировок в WWE Performance Center. 18 июля 2019 года Омогбехин дебютировал на ринге во время домашнего шоу, победив команду 3.0 в матче с гандикапом. В последующие месяцы он продолжал выступать на домашних шоу. 15 июня 2020 года он дебютировал на телевидении в эпизоде Raw, где был представлен как неожиданный член группировки ниндзя Акиры Тодзавы. Появившись как самый высокий член фракции, Омогбехин вскоре после этого он был перепрофилирован в телохранителя и вышибалу в Raw Underground Шейна Макмэна.

#### Команда с Эй Джей Стайлзом (2020—2022)
В октябре 2020 года, после отмены Raw Underground, Омогбехин начал объединяться с Эй Джей Стайлзом. На Survivor Series Омогбехин был представлен с новым именем Омос. На эпизоде Raw от 15 марта 2021 года Омос объявил, что он дебютирует на WrestleMania 37 вместе со Стайлзом против «Нового дня» в матче за титул командных чемпионов WWE Raw. На шоу Омос и Стайлз победили «Новый день» и завоевали титулы, после того как Омос удержал Кофи Кингстона. На SummerSlam Омос и Стайлс проиграли титул команде «RK-Бро».
В 2022 году заработал право на участие в заглавном матче на премиум-шоу Money in the Bank, однако победить не смог.

#### Союз с MVP (2022—н.в.)
На Raw 5 сентября в WWE вернулся экс-чемпион Вселенной WWE Брон Строумэн, проведший около полутора лет вне WWE. После его первых матчей, которые Строумэн легко выигрывал, на него обратили внимание MVP и Омос. MVP заявил, что Строумэн зря называет себя «Монстром из всех монстров», ведь по сравнению с Омосом он отнюдь не гигант. 21 октября на SmackDown рестлеры поругались и чуть не подрались, но зато по итогам шоу был назначен матч на Crown Jewel. В этом матче Строумэн смог возместить недостаток роста и веса, вытерпел коронные приёмы Омоса и реализовал свою возможность, проведя «Пауэрслэм» и удержав оппонента.
Pro Wrestling Noah (2024—2025)
27 декабря 2024 года Омос был объявлен на пресс-конференции как новый член группировки Team 2000X. Представленный Ёситацу и Дагой, он был приглашен помочь Джеку Моррису на матч против действующих командных чемпионов GHC Наомити Маруфудзи и Такаси Сугиуры в матче за титул на шоу Noah The New Year. На этом шоу они победили чемпионов. Это был первый чемпионский титул Омоса за пределами WWE. 25 января 2025 года Омос объявил, что покидает Noah и возвращается в WWE, и передал свой титул Даге.

## Титулы и достижения
- Pro Wrestling Illustrated
  - № 120 в топ 500 рестлеров в рейтинге PWI 500 в 2022[25]
- Pro Wrestling Noah
  - Командный чемпион GHC (1 раз) — с Джеком Моррисом
- WWE
  - Командный чемпион WWE Raw (1 раз) — с Эй Джей Стайлзом[26]
  - Баттл-роял в честь 25-летия карьеры Скалы (2021)

## Статистика в NCAA
| Сезон | Команда      | Conf         | Class        | GP | GS | MPG | FG%   | 3P% | FT%  | RPG | APG | SPG | BPG | PPG |
| --- | ------------ | ------------ | ------------ | -- | -- | --- | ----- | --- | ---- | --- | --- | --- | --- | --- |
| 2012/13 | Саут Флорида | Big East     | FR           | 24 | 3  | 5,6 | 47,1  |     | 0,0  | 1,1 | 0,0 | 0,0 | 0,2 | 0,7 |
| 2013/14 | Саут Флорида | AAC          | SO           | 9  | 0  | 2,7 | 100,0 |     | 50,0 | 0,8 | 0,0 | 0,0 | 0,3 | 0,3 |
| 2014/15 | Морган Стэйт | MEAC         | SR           | 10 | 0  | 3,0 | 40,0  |     | 0,0  | 0,8 | 0,1 | 0,1 | 0,2 | 0,4 |
| Всего | Всего        | Всего        | Всего        | 43 | 3  | 4,4 | 47,8  |     | 6,3  | 1,0 | 0,0 | 0,0 | 0,2 | 0,5 |
| Саут Флорида | Саут Флорида | Саут Флорида | Саут Флорида | 33 | 3  | 4,8 | 50,0  |     | 8,3  | 1,0 | 0,0 | 0,0 | 0,2 | 0,6 |
| Морган Стэйт | Морган Стэйт | Морган Стэйт | Морган Стэйт | 10 | 0  | 3,0 | 40,0  |     | 0,0  | 0,8 | 0,1 | 0,1 | 0,2 | 0,4 |
| Наведите курсор мыши на аббревиатуры в заголовке таблицы, чтобы прочесть их расшифровку Статистика приведена с сайта sports-reference.com |              |              |              |    |    |     |       |     |      |     |     |     |     |     |